# FC 티라스폴
FC 티라스폴(FC Tiraspol)은 몰도바의 도시 티라스폴을 연고지로 하는 축구팀이었다. 몰도바 최고 리그 디비지아 나치오날러에 소속되어 있었다. 2015년에 해체되었다.

## 성적
- 디비지아 나치오날러

우승 : 1996-1997
- 몰도바 컵

우승 : 1996, 2000, 2013